# Sergio Mendizábal
Hermenegildo Igarzábal Sánchez (San Sebastián, 3 de julio de 1920 - 2005), más conocido por su nombre artístico Sergio Mendizábal, fue un actor español que participó en casi un centenar de películas entre 1955 y 1996. Además protagonizó conocidas series de televisión y obras de teatro televisadas.
Su aparición más conocida a nivel internacional es probablemente la de un cazarrecompensas en la película El bueno, el feo y el malo de Sergio Leone.
Antes de su retirada definitiva del cine rodó la que fue última película, África de 1996.

## Filmografía completa
| - El guardián del paraíso (1955) - La otra vida del capitán Contreras (1955) - Mr. Arkadin (1955) - Suspiros de Triana (1955) - También hay cielo sobre el mar (1955) - La gran mentira (1956) - Y eligió el infierno (1957) - Historias de Madrid (1958) - Los italianos están locos (1958) - Una mujer para Marcelo (1958) - De espaldas a la puerta (1959) - Luna de verano (1959) - Parque de Madrid (1959) - Bajo el cielo andaluz (1960) - Festival en Benidorm (1961) - La estatua (1961) - Viridiana (1961) - La banda de los ocho (1962) - Los que no fuimos a la guerra (1962) - Tierra brutal (1962) - A este lado del muro (1963) - Del rosa al amarillo (1963) - El buen amor (1963) - El verdugo (1963) - Los guerrilleros (1963) - Se necesita chico (1963) - Una chica casi formal (1963) - Una tal Dulcinea (1963) - Don Quijote (1964) - Dulcinea del Toboso (1964) - Sonría, por favor (1964) - Crimen de doble filo (1965) - El arte de vivir (1965) - El rayo desintegrador (1965) - Historias de la televisión (1965) | - La muerte tenía un precio (1965) - Megatón Ye-Ye (1965) - Anónima de asesinos (1966) - El bueno, el feo y el malo (1966) - Fantasía... 3 (1966) - Los amores difíciles (1966) - Tres perros locos, locos, locos (1966) - Aquí robamos todos (1967) - Como un ídolo de arena (1967) - De cuerpo presente (1967) - El tesoro del capitán Tornado (1967) - Grandes amigos (1967) - Mañana será otro día (1967) - Camino de la verdad (1968) - Más allá de Río Miño (1969) - El cronicón (1969) - El hombre que se quiso matar (1970) - Goya (1970) - No desearás al vecino del quinto (1970) - Trasplante de un cerebro (1970) - Tristana (1970) - Un dólar y una tumba (1970) - El bulevar del ron (1971) - La decente (1971) - La puerta cerrada (1971) - Sumario sangriento de la pequeña Estefanía (1972) - Un capitán de quince años (1972) - Las garras de Lorelei (1973) - Sex o no sex (1974) - La mosca hispánica (1975) - Virilidad a la española (1975) - La Carmen (1976). - El señor está servido (1976) | - El anacoreta (1976) - El secreto inconfesable de un chico bien (1976) - Fulanita y sus menganos (1976) - La amante perfecta (1976) - La iniciación en el amor (1976) - Marcada por los hombres (1976) - Mauricio, mon amour (1976) - El puente (1977) - Casa de citas (1977) - Dios bendiga cada rincón de esta casa (1977) - El mirón (1977) - Cabo de Vara (1978) - La escopeta nacional (1978) - El día del presidente (1979) - La boda del señor cura (1979) - La insólita y gloriosa hazaña del cipote de Archidona (1979) - Cinco tenedores (1980) - Amor es... veneno (1980) - La guerra de los niños (1980) - Gay Club (1981) - Préstame tu mujer (1981) - Trágala, perro (1981) - Caray con el divorcio (1982) - Si las mujeres mandaran (o mandasen) (1982) - La mujer del juez (1983) - Akelarre (1984) - Extramuros (1985) - La vaquilla (1985) - Tiempo de silencio (1986) - La leyenda del cura de Bargota (1988) - Africa (1996) |